# سارا غروس
سارا غروس هي تريثلت كندية، ولدت في 26 مارس 1976 في سارنيا في كندا.

## وصلات خارجية
- الموقع الرسمي
- سارا غروس على موقع اتحاد الترياتلون الدولي (الإنجليزية)
- سارا غروس على موقع IAT Triathlon Database (الإنجليزية)